# Volo National Airlines 101
Il volo National Airlines 101 era un volo di linea dall'aeroporto di Newark, nel New Jersey, a Miami, in Florida, che l'11 febbraio 1952 si schiantò nella città di Elizabeth poco dopo il decollo. Fu il terzo incidente aereo avvenuto a Elizabeth in meno di due mesi, dopo la perdita di un C-46 della Miami Airlines a dicembre e lo schianto di un Convair 240 dell'American Airlines, tre settimane prima.

## L'incidente
L'aereo, un Douglas DC-6 con quattro motori ad elica, era partito dalla pista 24 dell'aeroporto di Newark alle 00:18 EST ed era stato osservato dal personale nella torre di controllo mentre perdeva improvvisamente quota, virando verso destra. Due minuti dopo, il DC-6 sfiorò un condominio a Elizabeth, incendiandolo, per poi schiantarsi al suolo prendendo fuoco, mancando di poco un orfanotrofio.
Delle 63 persone a bordo (59 passeggeri e 4 membri dell'equipaggio) ne morirono 29, mentre tutti i sopravvissuti rimasero feriti, molti in modo grave. Anche quattro residenti del condominio morirono. Tra i passeggeri si trovava l'attrice Mildred Joanne Smith, che riportò gravi ferite, tra cui la schiena fratturata.

## L'indagine
L'indagine ufficiale del Civil Aeronautics Board concluse che un guasto al sistema di controllo del passo dell'elica del motore numero 3 aveva causato la retromarcia dell'elica durante la salita. Il motore era rimasto acceso alla massima potenza, mentre il quarto motore era stato erroneamente messo in bandiera. In tali condizioni, l'aereo non fu più in grado di mantenere l'altitudine, precipitando al suolo.

## Conseguenze
In seguito a questo terzo incidente a Elizabeth, la crescente preoccupazione pubblica portò a una lunga chiusura dell'aeroporto di Newark e a una revisione nazionale della sicurezza delle operazioni aeroportuali. L'aeroporto riaprì solo nove mesi dopo, il 15 novembre 1952, dopo che le indagini sugli incidenti avevano stabilito che le strutture aeroportuali non avevano alcuna colpa.
I tre incidenti successivi hanno fornito l'ispirazione alla scrittrice e residente di Elizabeth Judy Blume per il suo romanzo del 2015 In the Unlikely Event.